# シベリアカラマツ
シベリアカラマツ（西伯利亜落葉松、学名: Larix sibirica）は、マツ科カラマツ属の針葉樹。西ロシアのフィンランド国境付近から中央シベリアのイェニセイ川までを原産とする。東シベリアのダウリアカラマツ L. gmelinii と交雑して Larix × czekanowskii となる。

## 特徴
シベリアを東西に2分するエニセイ川より西へ、フィンランドに至るまでの北方針葉樹林（タイガ）に分布する。エニセイ川より東は、近縁種のダウリアカラマツの森になっている。
樹高20 - 40メートル (m) 、幹径1 mに及ぶ中型から大型の耐霜性落葉性針葉樹。樹幹は若木の時は錐形で、生長と共に幅広くなり、主枝は水平から上向、側枝は大抵下向き。外樹皮は、若木では銀色を帯びた灰色で、古くなると徐々に赤茶色になり、肥厚して亀裂が入る。内樹皮は栗色をしている。芽は、10 - 50センチメートル (cm) 程の複数の芽を出す長芽と、1 - 2ミリメートル (mm) 程で単独の短芽の二形性。芽に綿毛があるので近縁のヨーロッパカラマツとは簡単に見分けがつく。葉は針状で明緑色、長さ2 - 4 cm、秋には明黄色に紅葉して落葉し、次の春までに淡黄褐色の芽が生える。針葉はやわらかく、数十本ずつ束になって生えている。
雄花と雌花は同じ木の別々に生じ、受粉は早春。雄花は単独性、黄色、球形から長球形、直径4 - 8 mmで、無翼の花粉を産生。成熟した雌花は垂直で、卵円錐形、長さ2 - 4 cm、30 - 70の種鱗は直立または多少内側へ湾曲したものと下向きのものがある。これらは未成熟な状態だと緑または赤みを帯びているが、成熟すると開花し褐色となり、受粉の4 - 6か月後には有翼の種を飛ばす。古い球果は通常何年も木に残り鈍い灰黒色に変わる。結実年数は10 - 15年。
ダウリアカラマツとよく似ているが、枝の上に直立する球果を見ると判別することができ、ダウリアカラマツは球果の鱗片がわずかに外側にカーブしているのに対し、シベリアカラマツの球果はやわらかい毛が生えている。極寒の気候液体の水の不足によく適応しており、高緯度の他の針葉樹と同様に、細い円錐形の樹形は積もった雪を落ちやすくして枝を痛めるのを防いでおり、針葉はロウを被覆することで脱水を予防している。また落葉することによって、水分の喪失をさらに防いでいる。

## 保全状況評価
LOWER RISK - Least Concern (IUCN Red List Ver. 2.3 (1994))
IUCNレッドリストでは、1998年版で軽度懸念に評価されたが、更新が必要とされている。

## 用途
建材や外装材、ボートの材料、化粧板、製紙用パルプなどに広く利用される。その腐食耐久性からカラマツの木材はポスト、ポール、枕木、鉱山の支柱などに重用される。また、マンチェスター自転車競技場やモスクワのクルィラツコエ自転車競技場など、世界中の自転車競技場で使用される。日本には無垢フローリングとして輸入されている。ロシア人は、19世紀にシベリアカラマツの樹皮から手袋を作り、夏場に身に着けると、より強くて涼しく、セーム皮に匹敵するほど着け心地がよいとも評されている。
シベリアよりもアクセスが良いフィンランドやスウェーデンには、木材を生産するための大規模な農園がある。本種は1806年に北米に移入された。
他の寒冷地の樹木と較べても生長が早いが、充分な日光が要る。植林した場合広い空間を取って、こまめに枝打ちを行うのが望ましい。